# Honeypot
Honeypot (с англ. — «горшочек с мёдом») — ресурс, представляющий собой приманку для злоумышленников.
Задача honeypot — подвергнуться атаке или несанкционированному исследованию, что впоследствии позволит изучить стратегию злоумышленника и определить перечень средств, с помощью которых могут быть нанесены удары по реально существующим объектам безопасности. Реализация Honeypot может представлять собой как специальный выделенный сервер, так и один сетевой сервис, задача которого — привлечь внимание взломщиков.
Honeypot представляет собой ресурс, который без какого-либо воздействия на него ничего не делает. Honeypot собирает небольшое количество информации, после анализа которой строится статистика методов, которыми пользуются взломщики, а также определяется наличие каких-либо новых решений, которые впоследствии будут применяться в борьбе с ними.
Например, веб-сервер, который не имеет имени и фактически никому не известен, не должен, соответственно, иметь и гостей, заходящих на него, поэтому все лица, которые пытаются на него проникнуть, являются потенциальными взломщиками. Honeypot собирает информацию о характере поведения этих взломщиков и об их способах воздействия на сервер. После чего специалисты в области информационной безопасности разрабатывают стратегии отражения атак злоумышленников.

## История появления
Honeypot появились с первыми компьютерными злоумышленниками. Honeypot’ам насчитывается по меньшей мере 20 лет[уточнить], разработки по их созданию и внедрению проводились параллельно с исследованиями IDS.
Первым документальным упоминанием была книга Клиффорда Столла «The Cuckoo’s Egg», написанная в 1990 г. Через десять лет, в 2000 г. honeypot стали повсеместно распространенными системами-приманками.
Впоследствии IDS и honeypot будут представлять собой единый комплекс по обеспечению информационной безопасности предприятия.

## Альтернативные методы защиты
Помимо honeypot, в настоящее время[когда?] применяются следующие средства защиты компьютерных сетей: honeynet, honeytoken, padded cell, IDS, IPS. Последние два не подходят под определение honeypot — они являются не приманками, а системами обнаружения и предотвращения вторжений. В то же время наиболее близким понятию honeypot становится IDS — система обнаружения вторжений, протоколирующая все несанкционированные подключения к целевой системе.
Padded Cell — это разновидность приманки типа «песочница». Попадая в неё, злоумышленник не может нанести какой-либо вред системе, так как он постоянно находится в изолированном окружении.
Honeynet — это сеть из honeypot, о ней см. ниже.
В любом случае, вне зависимости от того, какая система защиты установлена, на ней в качестве приманки должна быть подложная информация, а не оригинал.

## Виды honeypot
Существуют honeypot, созданные на выделенных серверах и программно-эмулируемые honeypot.
- Honeypot, установленные на выделенном сервере, позволяют максимально приблизить его к реальному серверу, роль которого он выполняет(сервер данных, сервер приложений, прокси-сервер).
- Эмулируемый honeypot быстро восстанавливается при взломе, а также четко ограничивается от основной ОС. Он может быть создан при помощи виртуальной машины или Honeyd.

Разница между ними в масштабах сети. Если, к примеру, это малая офисная сеть, то не имеет особого смысла ставить выделенный сервер для протоколирования подозрительных событий в сети. Здесь достаточно будет ограничиться виртуальной системой или даже одним виртуальным сервисом. В больших организациях используются именно выделенные серверы с полностью воспроизведенными на них сетевыми службами. Обычно в конфигурировании таких служб специально допускают ошибки, чтобы у злоумышленника удался взлом системы. В этом и состоит основная идея honeypot — заманить взломщика.

## Преимущества Honeypot
Технологии Honeypot предоставляют аналитикам некоторые преимущества :
- сбор содержательной информации;
- нетребовательность к системным ресурсам;
- простота установки, конфигурирования и эксплуатации;
- наглядность необходимости использования.

## Недостатки Honeypot
Средства Honeypot имеют несколько недостатков. Honeypot не заменяют никаких механизмов безопасности; они только работают и расширяют полную архитектуру безопасности.
Главными проблемами средств Honeypot являются:
- ограниченная область видения;
- возможность раскрытия Honeypot;
- риск взлома Honeypot и атаки узлов посторонних организаций.

## Расположение honeypot
Различные варианты размещения honeypot помогут дать полные сведения о тактике нападающего. Размещение honeypot внутри локальной сети даст представление об атаках изнутри сети, а размещение на общедоступных серверах этой сети или в DMZ — об атаках на незащищенные сетевые службы, такие как: почтовые сервисы, SMB, ftp-серверы и т. д.

Варианты расположения honeypot в локальной сети

### honeypot в локальной сети
honeypot может быть установлен внутри локальной сети (после firewall) — то есть на компьютерах локальной сети и серверах. Если не производится удаленное администрирование сети, то следует перенаправлять весь входящий ssh-трафик на honeypot. Принимая сетевой трафик, система-ловушка должна протоколировать все события, причем на низком уровне. Honeypot — это не простая программа, которая записывает логи сервера. Если злоумышленник смог получить доступ к серверу, стереть все логи ему не составит труда. В идеале все события в системе должны записываться на уровне ядра.

### honeypot в DMZ
В демилитаризованной зоне или DMZ располагаются общедоступные серверы. К примеру, это может быть веб-сервер или почтовый сервер. Поскольку наличие таких серверов зачастую привлекает внимание спамеров и взломщиков, необходимо обеспечить их информационную защиту. Установка honeypot на серверы DMZ является одним из решений этой проблемы.
Если же нет выделенного веб-сервера, можно эмулировать веб-службы при помощи программных honeypot. Они позволяют в точности воспроизвести несуществующий в действительности веб-сервер и заманить взломщика. Эмуляция почтовых и других сетевых служб ограничивается лишь выбором конкретного программного решения.
Сеть с двумя, тремя и более honeypot по определению называется honeynet. Она может быть ограничена от рабочей сети. Управляющий трафик, попадающий в honeynet, должен фиксироваться ловушками этой сети.

## Реализации honeypot
Все известные honeypot можно поделить на 2 класса — открытые и коммерческие
| открытые                           | коммерческие     |
| ---------------------------------- | ---------------- |
| Bubblegum Proxypot                 | PatriotBox       |
| Jackpot                            | KFSensor         |
| BackOfficer Friendly               | NetBait          |
| Bait-n-Switch (недоступная ссылка) | ManTrap          |
| Bigeye                             | Specter          |
| HoneyWeb                           | Honeypot Manager |
| Deception Toolkit                  |                  |
| LaBrea Tarpit                      |                  |
| Honeyd                             |                  |
| Sendmail SPAM Trap                 |                  |
| Tiny Honeypot                      |                  |

Ниже приводится краткое пояснение некоторых реализаций.
|                      | Комментарий                                                                     |
| -------------------- | ------------------------------------------------------------------------------- |
| Deception Toolkit    | самый первый open-source honeypot, датирован 1997 годом                         |
| HoneyWeb             | эмулирует различные типы веб-сервисов                                           |
| BackOfficer Friendly | honeypot для ОС Windows, может применяться в качестве HIPS                      |
| Honeyd               | низкоуровневый honeypot для Linux, способен эмулировать сотни ОС                |
| Bubblegum Proxypot   | open-source honeypot, применяется для борьбы со спамерами                       |
| Specter              | коммерческий низкоуровневый honeypot для ОС Windows. Эмулирует 13 различных ОС. |
| Honeypot Manager     | коммерческий honeypot. Эмулирует сервер с установленной СУБД Oracle.            |